# Anna Hirzel-Langenhan
Anna Hirzel-Langenhan (* 20. August 1874 in Lachen SZ; † 15. Dezember 1951 auf Schloss Berg) war eine Schweizer Pianistin und Klavierpädagogin.

## Leben
Anna Hirzel-Langenhan studierte am Zürcher Konservatorium und in Wien bei Theodor Leschetizky und Anna Jessipowa. Ab 1898 war sie in München tätig, nachdem sie mit ihrem Mann Richard Langenhan, der eine Stelle als zweiter Kapellmeister des Kaimorchesters (neben Felix Weingartner) erhalten hatte, dort sesshaft geworden war. Beide gaben ihr Debüt im Kaimkonzert am 5. Oktober 1898 mit dem 1. Klavierkonzert von Tschaikowski. Neben ihrer Tätigkeit als Solistin trat sie häufig mit Mitgliedern des Kaimorchesters in Kammermusikabenden auf und errang eine geachtete Stellung im Münchener Musikleben. Daher blieb sie, als ihr Mann im März 1900 überraschend starb, weiterhin dort und begann zunehmend Klavierunterricht zu erteilen. Während ihrer intensiven Lehrtätigkeit betreute sie einen internationalen Schülerkreis, zu dem unter anderem Edith Picht-Axenfeld, Hermann Abendroth, Erich Doflein, Werner Egk, Hans Leygraf und Maria Landes zählten. Einen Höhepunkt in ihrer Konzerttätigkeit bildete die Aufführung aller Violinsonaten von Beethoven mit Eugène Ysaÿe im März 1903. 1911 beendete sie ihre Konzerttätigkeit fast vollständig wegen schwerer Gicht. 
Ab 1926 lebte Anna Hirzel-Langenhan in Lugano und ab 1934 auf Schloss Berg im Schweizer Kanton Thurgau, wo sie u. a. den später berühmt gewordenen Pianisten André Casanova unterrichtete. Ihr Nachlass wird in der Universitätsbibliothek Basel aufbewahrt.

## Werke
- Greifen und Begreifen. Ein Weg zur Anschlagskultur. Hrsg.: Pina Pozzi und Franzpeter Goebels. Mit einem Geleitwort von Renata Borgatti. Bärenreiter-Verlag, Kassel / Basel / Paris / London / New York 1963
- Greifen und Begreifen. Bärenreiter-Verlag, Kassel [u. a.] 2008 (10. Aufl.), ISMN 979-0-006-43990-4 (Suche im DNB-Portal)